# خوزه جونیور
خوزه جونیور (به پرتغالی: José Luiz Guimarães Sanabio Júnior) مهاجم اهل برزیل است که در شهر فورتالزا و در تاریخ ۱۵ ژوئن ۱۹۷۶ به دنیا آمده‌است.
خوزه جونیور در تیم‌های فوتبال Fortaleza سابقهٔ حضور دارد.